# Amandola
Amandola: Olaszország, Marche régió, Fermo megye.

## Leírása
Amandola a Sibillini hegység lábánál, a Tenna folyótól északra található.

## Látnivalók
- Abbazia dei Santi Ruffino e Vitale
- Santa Maria della Misericordia templom
- Risorgimento tér, San Giacomo kapu
- Szent Ferenc templom (14-16. század)
- Szent Sebestyén kápolna (1486-1492)
- Fenice színház (1811)
- Románkori gótikus híd
- Szent Bernárd kapucinus kolostor (1630-as évek
- Szent Háromság templom (16., 18. század)

## Ünnepek, események
- Boldog Antonio Migliorati ünnepe (június 25.)
- Augusztus utolsó vasárnapja (koncertek, canestrelle sütés felidézése, tűzijáték)

## Polgárai
- Boldog Antonio Migliorati

## Képek

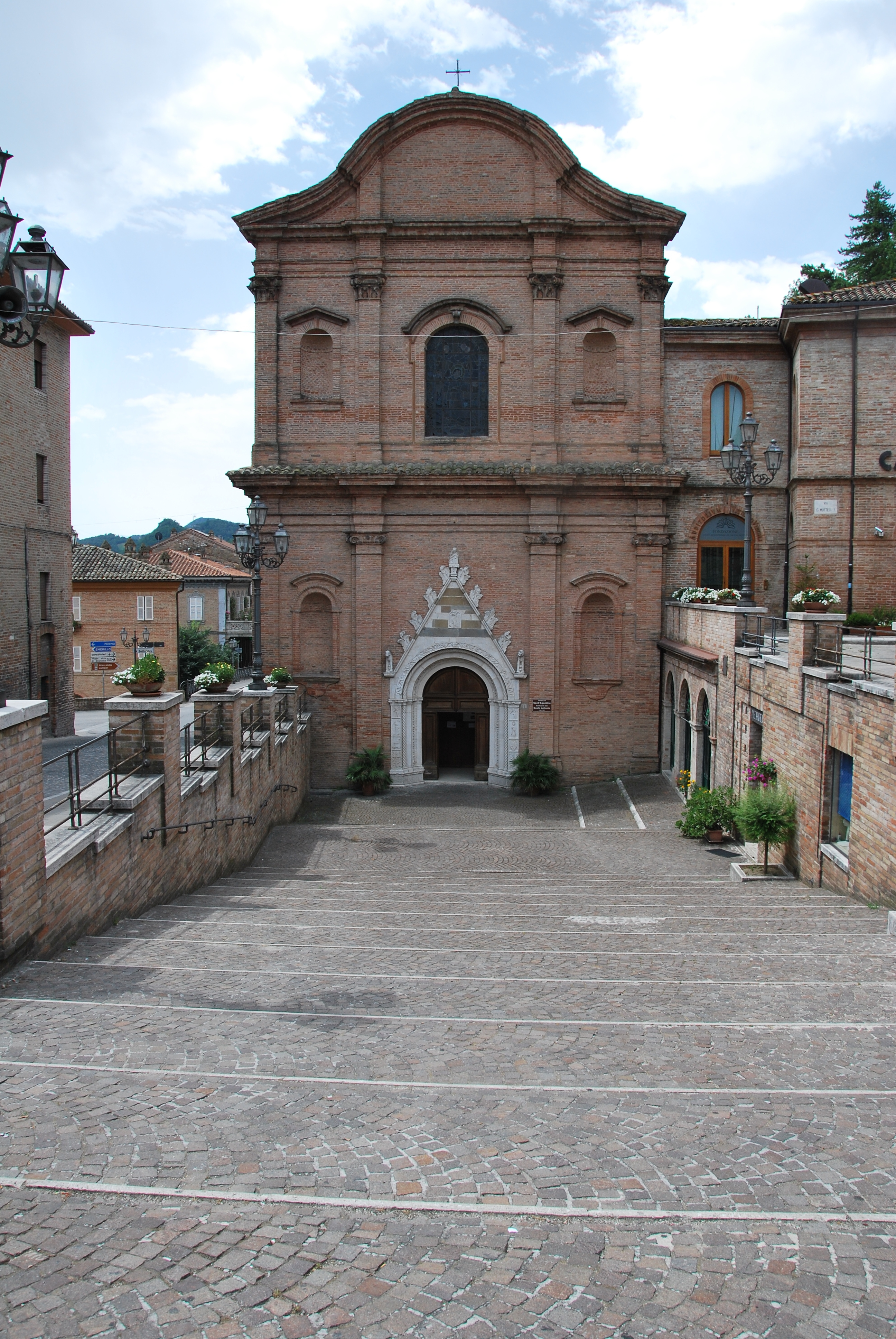
Templom
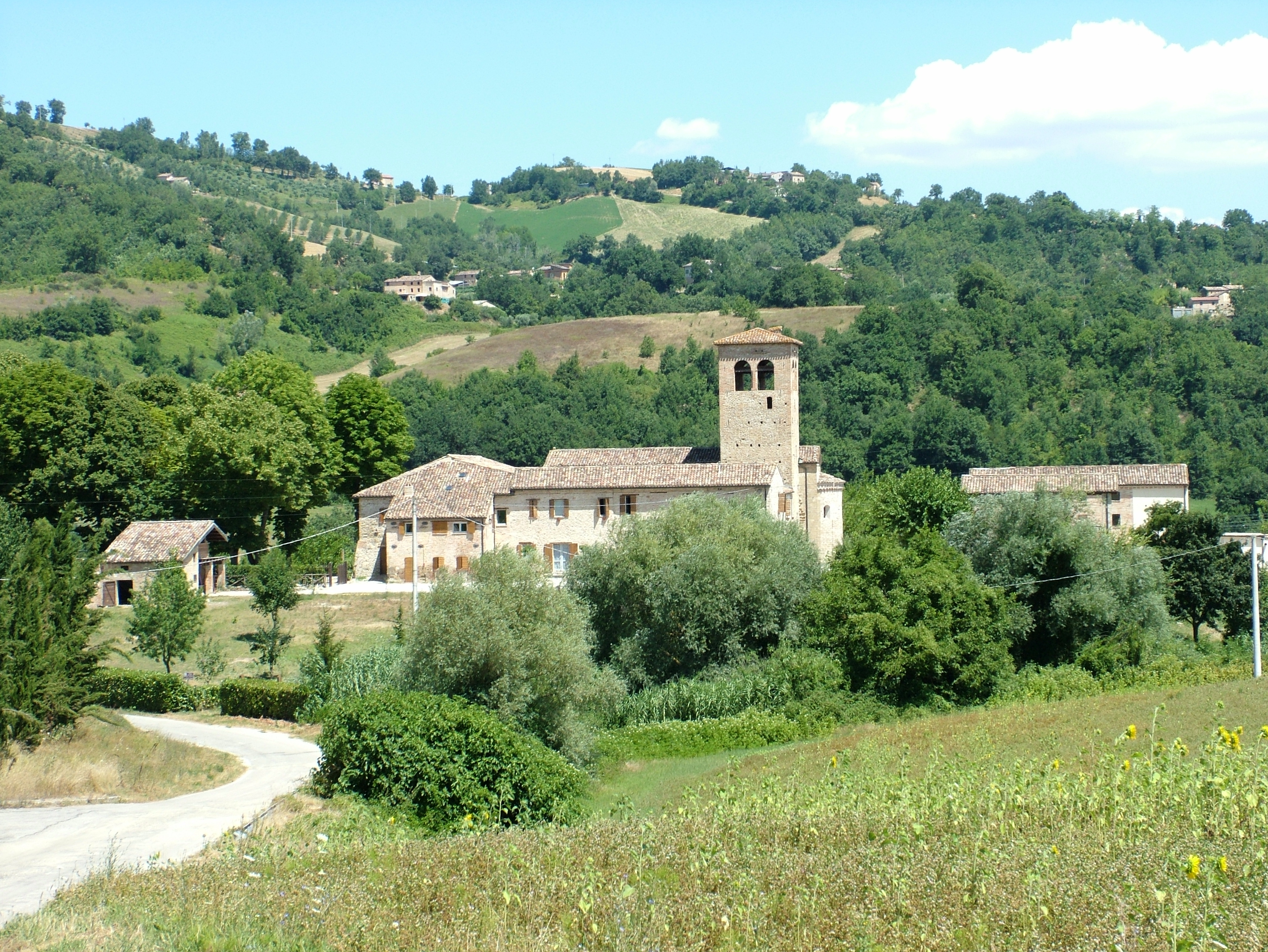
Santi Ruffino e Vitale-apátság
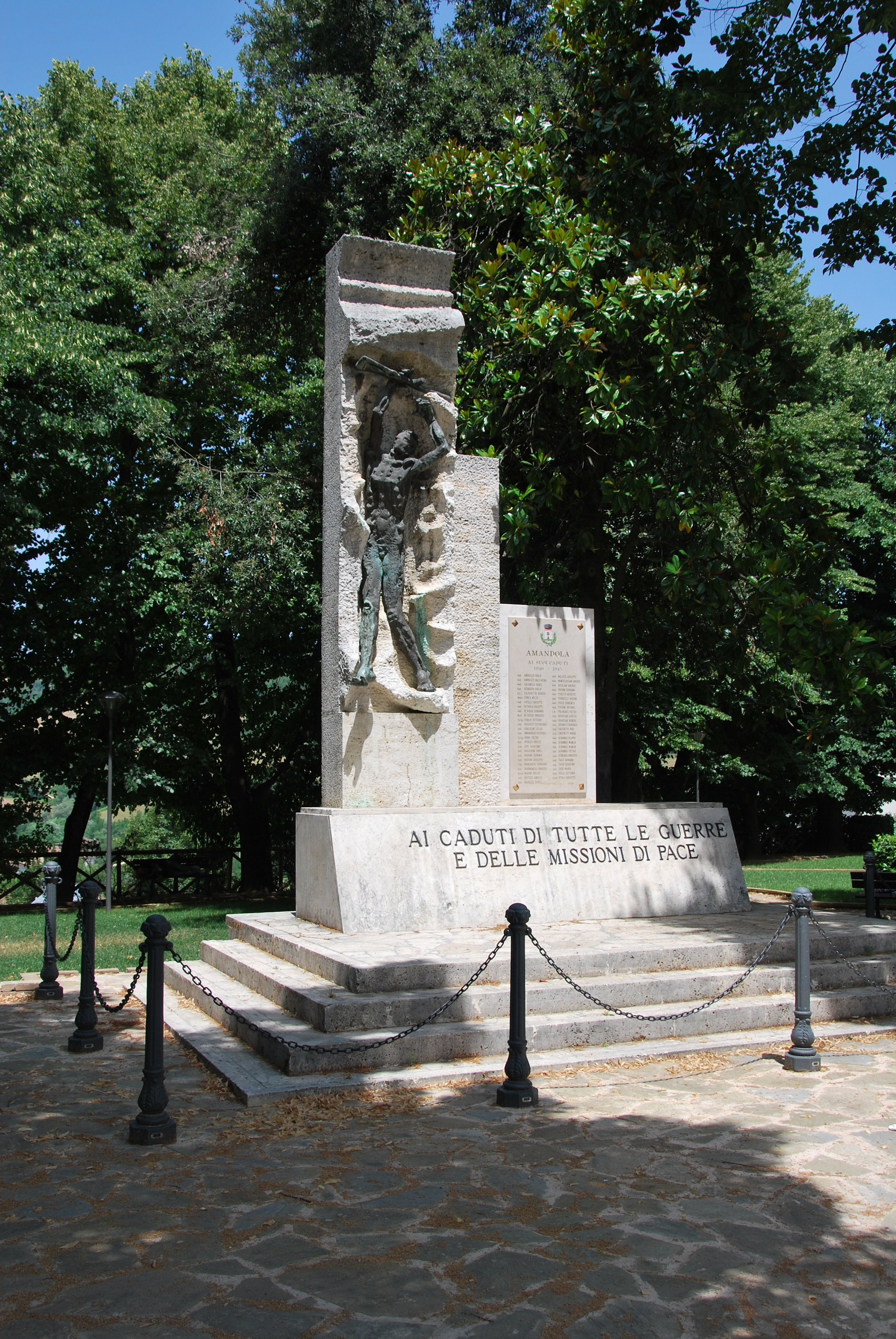
Világháborús emlékmű
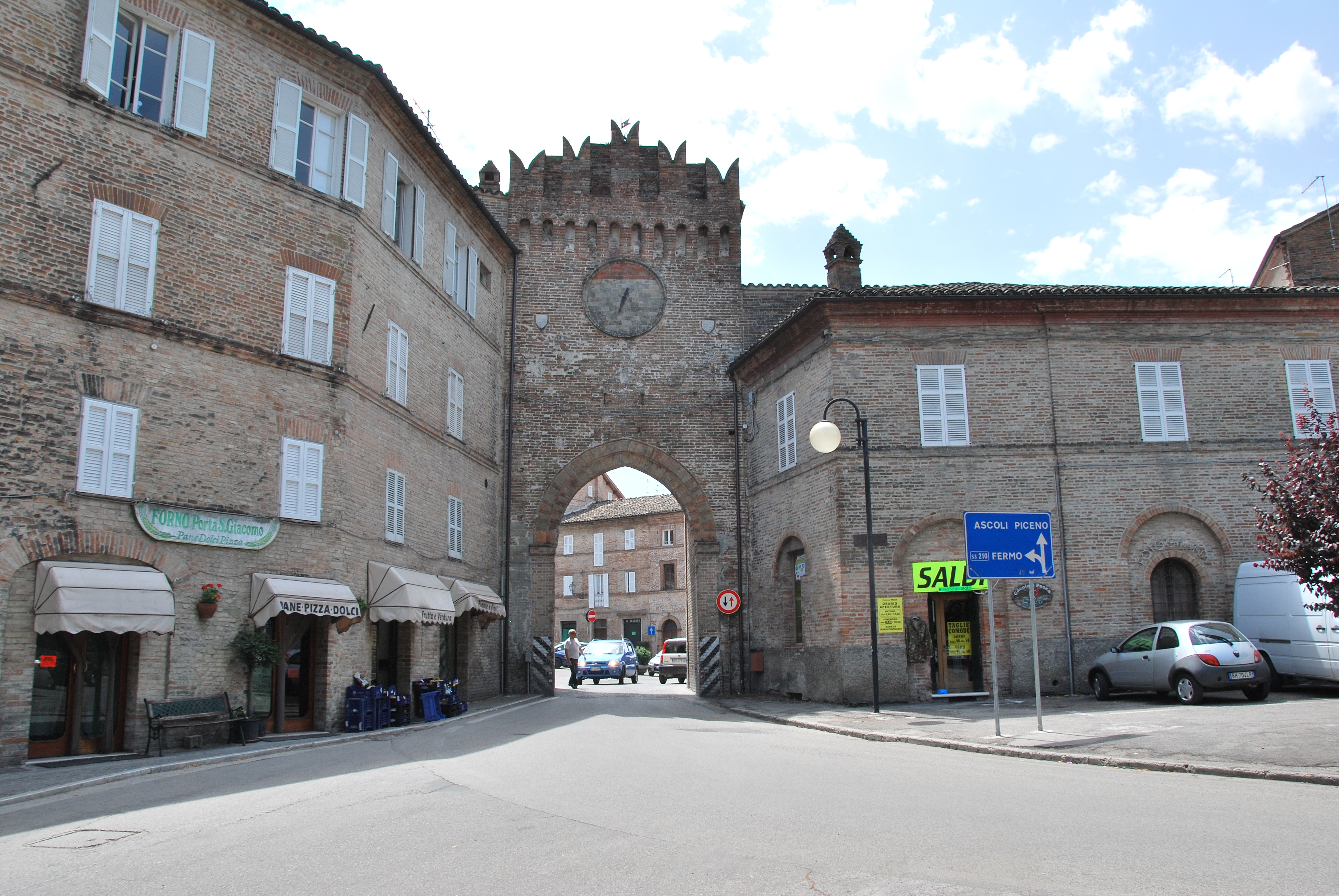
A város egyik régi kapuja